# 호사카 쓰카사
호사카 쓰카사(일본어: 保坂 司, 1937년 3월 3일 ~ 2018년 1월 21일)는 일본의 전 축구 선수이다.

## 국가대표팀 경력
그는 1960년 FIFA 월드컵 예선에 참가할 일본 국가대표팀에 발탁되었으며, 11월 6일 대한민국와의 경기에서 데뷔했다. 1962년과 1964년 하계 올림픽에도 출전했다. 그는 1964년까지 국제 A매치 통산 19경기에 출전했다.

## 통계
| 일본 | 일본 | 일본 |
| 연도 | 출전 | 득점 |
| ---- | ---- | ---- |
| 1960 | 1    | 0    |
| 1961 | 6    | 0    |
| 1962 | 6    | 0    |
| 1963 | 5    | 0    |
| 1964 | 1    | 0    |
| 통산 | 19   | 0    |